# Charlie Mariano
Charlie Mariano   (Boston, 12 de novembre de 1923 - Colònia, 16 de juny de 2009) va ser un saxofonista de jazz estatunidenc.
Era fill d'immigrants italians. A més del seu treball i dels seus enregistraments com a músic de jazz va ser conegut pel seu ús de l'instrument de vent anomenat Nadaswaram, que és similar al Shehnai, un instrument del nord de l'Índia. Va tocar amb Stan Kenton, Toshiko Akiyoshi (amb qui va estar casat), Charles Mingus, Eberhard Weber, el conjunt Jazz i Rock Units, Embrió i molts altres grups i músics notables.
Abans de traslladar-se a Europa formava part d'un campament musical a la Universitat de Connecticut, impartit conjuntament per Ron Carter i Alan Dawson i on entre els seus famosos alumnes tingué a David Ware. En la dècada del 1970 es va traslladar a Europa i es va establir a Colònia amb la seva dona, la pintora Dorothee Zippel. Va morir mentre dormia el 16 de juny de 2009.
Tenia sis filles, incloent-hi la cantant de jazz i soul Dilluns Michiru del seu matrimoni amb Toshiko Akiyoshi, sis nets i dues besnetes.